# Érase un niño
Érase un niño es el quinto episodio de la primera temporada de la serie española Aquí no hay quien viva. Tuvo 4.187.000 espectadores y un 26% de cuota de pantalla.

## Argumento
Un bebe (cuyo nombre es Kevin) aparece en la puerta de la comunidad, Emilio lo recoge sin imaginarse lo que después ocurrirá. De repente el instinto maternal aflora en los vecinos y todos quieren ser la madre del pequeño, lo que crea numerosas disputas. Por otro lado Roberto está descuidando la relación que mantiene con Lucía centrándose más en su nueva relación de amistad con José Miguel. El novio de Alicia empieza a sentirse atraído por Belén y comienza un juego a dos bandas.